# 津市立誠之小学校
津市立誠之小学校（つしりつ せいししょうがっこう）は、三重県津市にある公立小学校。最寄り駅は近鉄久居駅。

## 沿革
- 1873年12月1日 - 久居上大手町小学校が設置される[1]。この日が創立記念日である[2]。
- 1874年 - 久居学校に改称される[3]。
- 1887年4月 - 小学校令により、久居尋常小学校となる[1]。
- 1901年4月 - 高等科の設置により、久居尋常高等小学校となる[1]。
- 1931年4月1日 - 久居町と本村の合併により[1]、久居町第一尋常高等小学校に改称される[3][2]。
- 1941年4月1日 - 国民学校令により[1]、久居町誠之国民学校に改称される[3]。
- 1947年4月1日 - 6・3制の実施により[1]、久居町立誠之小学校となる[2]。
- 1970年 - 久居市立誠之小学校となる[2]。
- 2006年1月 - 市町村合併により、津市立誠之小学校となる[1]。

## 行事
- 4月 入学式
- 10月 文化祭
- 3月 卒業式

## 通学区域
- 久居東鷹跡町[4]
- 久居西鷹跡町[4]
- 久居万町[4]
- 久居幸町[4]
- 久居旅籠町[4]
- 久居本町[4]
- 久居二ノ町[4]
- 久居元町[4]
- 須ヶ瀬町[4]
- 久居射場町[4]
- 久居小戸木町[4]
- 久居中町（一部）[4]
- 川方町（一部）[4]
- 久居明神町（一部）[4]
- 久居野口町（一部）[4]
- 戸木町（一部）[4]

## 進学先中学校
- 津市立久居中学校[5]

## 学区内の主な施設
- 久居郵便局[6]
- 久居ふるさと文学館[7]
- 三重県立久居農林高等学校[8]
- 津市立久居中学校[9]
- 久居八幡宮[10]
- 三重県立久居高等学校[11]